# Мільярдери мимоволі
«Мільярдери мимоволі: як створювався Facebook, історія про секс, гроші, геніальності і зраду» (англ. The Accidental Billionaires: The Founding of Facebook, A Tale of Sex, Money, Genius, and Betrayal) — роман Бена Мезріча про творців соціальної мережі Facebook — Марка Цукерберга та Едуардо Саверіна.

## Історія створення
Ідея створення книги, як стверджує сам автор, виникла, коли на його вебсайт для пошти фанатів прийшов лист від студента старших курсів Гарварда, який стверджував, що знайомий з творцем мережі Facebook, про якого ніхто не знає. Таким чином, у «Bar 10» у готелі Вестін, Бостон, Мезріч познайомився з Едуардо Саверіном, однокласником Марка Цукерберга по Гарварду. Джерелом більшої частини матеріалів для книги став саме Едуардо Саверін і його розповіді про те, як створювалася ця мережа і як потім він усе втратив. Мезріч також стверджує, що книга заснована на інтерв'ю з іншими людьми, пов'язаними з цією справою і на різних документах, здебільшого на судових позовах між Цукербергом і Саверіном і Цукербергом та братами Кемероном і Тайлером Вінклвосс (англ. Cameron and Tyler Winklevoss). Це інші товариші по навчанню Цукерберга, які стверджували, що Марк викрав їхню ідею створення унікальної закритої мережі. У результаті близнюки виграли справу і за офіційними даними отримали компенсацію в 65 мільйонів доларів.
З Марком Цукербергом Мезріч ніколи не спілкувався, попри всі спроби домогтися зустрічі для того, щоб прокоментувати історію, розказану Саверіном. Також автор не зізнається, чи розмовляв він коли-небудь з Шоном Паркером, співзасновником потокового музичного сервісу Napster і співзасновником Facebook.

## Сюжет
Засновники соціальної мережі Facebook Едуардо Саверін та Марк Цукерберг були малопримітними студентами Гарварду, спочатку не користувалися особливим успіхом у дівчат на кампусі цього престижного університету. Комп'ютерний геній Марк одного разу проявився у всій своїй могутності, коли йому вдалося зламати університетський сервер, щоб створити базу даних всіх студенток, з можливістю оцінювати дівчат за певною шкалою. У результаті Марк ледь не був відрахований з Гарварду. Але виявилося, що тоді він стояв біля витоків найбільшої у світі соціальної мережі, яка через кілька років вже коштувала мільярди доларів. Подальша розповідь наповнена історіями про хитромудрих інвесторів, карколомних жінок та інші смутки і радощі засновників Facebook. Один з парадоксів полягав у тому, що, поки соціальна мережа з'єднувала десятки мільйонів людей в усьому світі, вона в той же час з непереборною силою роз'єднувала двох своїх творців, кидаючи все нові виклики їх міцній студентській дружбі.

## Екранізація
У 2010 році книга була екранізована режисером Девідом Фінчером, виконавчим продюсером фільму став Кевін Спейсі (йому також була відведена епізодична роль одного з професорів Марка у Гарварді), а одним з сценаристів став сам Бен Мезріч.
- Джессі Айзенберг — Марк Цукерберг
- Джастін Тімберлейк — Шон Паркер
- Ендрю Гарфілд — Едуардо Саверін

«Соціальна мережа» була номінована на премію «Золотий глобус» у 6 номінаціях (на одну номінацію менше, ніж головний конкурент, історична стрічка «Промова короля»). Перемогла в номінаціях «найкращий драматичний фільм», «найкраща режисура», «найкращий сценарій» та «найкраща музика». Номінована на премію «Оскар» 2011 року у 8 номінаціях.

## Критика
Мезріча вже критикували за створення вигаданих персонажів для твору «Будинок догори дном», у передмові автор виправдовує свої методи написання книг. За його словами, нова робота — це серйозний твір, у якому відтворені всі реальні діалоги і сцени. Деякі можуть називати книгу художньою літературою, але видавничий дім «Doubleday» сміливо позиціонує її як документальний твір. В інтерв'ю для вебсайту Fortune.com Мезріч повідомляв: «У книзі є місця, де я роблю правильні домисли».